# Nørager (Rebild)
Nørager is een plaats en voormalige gemeente in Denemarken.

## Voormalige gemeente
De oppervlakte bedroeg 167,66 km². De gemeente telde 5565 inwoners waarvan 2880 mannen en 2685 vrouwen (cijfers 2005).
De oud gemeente valt sinds de herindeling van 2007 onder de nieuw gevormde gemeente Rebild.

## Plaats

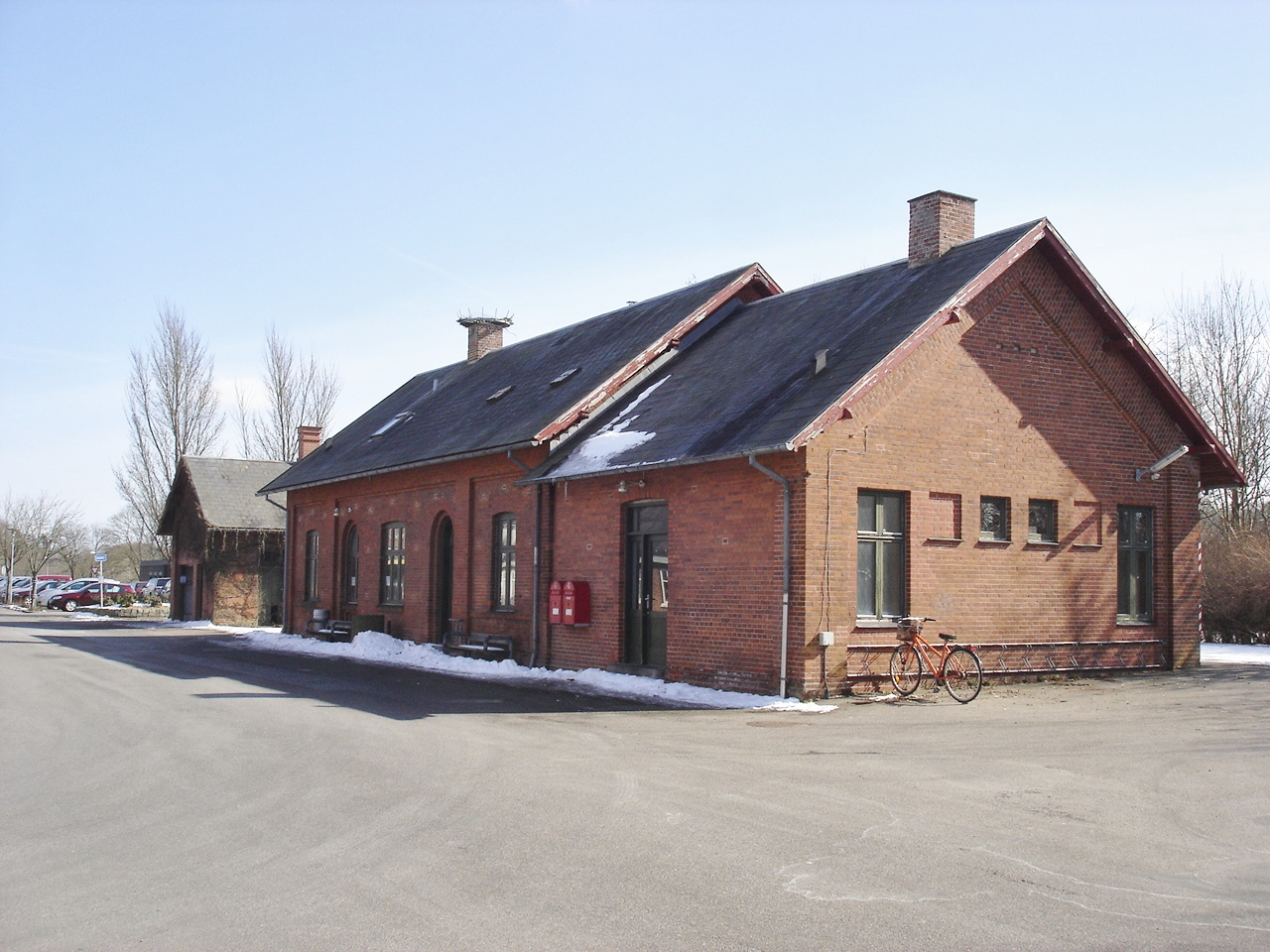
Voormalige station

De plaats Nørager telt 1032 inwoners (2006). Nørager ligt aan de voormalige spoorlijn Hobro - Løgstør. Het stationsgebouw bleef lang bewaard maar werd uiteindelijk in 2016 gesloopt.